# Hajdúnánás
Hajdúnánás est une ville et une commune du comitat de Hajdú-Bihar en Hongrie.

## Jumelages
La ville de Hajdúnánás est jumelée avec :
- Ustroń (Pologne)
- Valea lui Mihai (Roumanie)
- Piešťany (Slovaquie)